# Lysithea (Mond)
Lysithea (auch Jupiter X) ist einer der kleineren äußeren Monde des Planeten Jupiter.

## Entdeckung
Lysithea wurde am 6. Juli 1938 von dem Astronomen Seth Barnes Nicholson am Mount-Wilson-Observatorium entdeckt.
Benannt wurde der Mond nach Lysithea, einer Geliebten des Zeus aus der griechischen Mythologie. Ihren offiziellen Namen erhielt Lysithea im Jahre 1975, vorher wurde sie als Jupiter X bezeichnet.

## Bahndaten
Lysithea umkreist Jupiter in einem mittleren Abstand von 11.717.000 km in 259 Tagen. Die Bahn weist eine Exzentrizität von etwa 0,112 auf und ist  mit 28,3° gegenüber der lokalen Laplace-Ebene, die ungefähr mit der Bahnebene des Jupiter zusammenfällt, geneigt.
Aufgrund ihrer Bahneigenschaften wird sie der Himalia-Gruppe, benannt nach dem Jupitermond Himalia, zugeordnet.

## Physikalische Daten
Lysithea  besitzt einen mittleren Durchmesser von abgeschätzt 24 km. Ihre Dichte wird mit 2,6 g/cm³ angegeben, was darauf hinweist, dass sie überwiegend aus silikatischem Gestein aufgebaut ist. Sie weist eine sehr dunkle Oberfläche mit einer Albedo von 0,06 auf. Ihre scheinbare Helligkeit beträgt 18,1m. Die Rotationsperiode beträgt nicht ganz 13 Stunden.